# 第三力量
第三力量（羅馬化：Niru-ye sevvom）是伊朗历史上的一个松散政治组织，主张独立的社会主义—民族主义发展理念。它不是一个现代意义上的政党，但它在活动人士和出版活动中具有组织。虽然在1953年伊朗政变后，它没有成为一个重要的政党，但对伊朗民主斗争产生了巨大影响。
该组织成立于1948年，当时它从共产主义政党伊朗人民党中分裂出来，因为其成员反对该党的斯大林主义和给予苏联石油特许权的立场，并支持伊朗石油工业国有化、民主社会主义和中间马克思主义。该组织支持伊朗民族阵线，并于1951年加入由穆扎法尔·巴盖领导的社会主义政党伊朗民族劳动者党。1952年10月，在第三力量决定反对穆罕默德·摩萨台政府后，退出伊朗民族劳动者党。
该组织领导人哈利勒·马莱基称，该组织坚持两个基本原则：追求独立于西方和东方集团的道路；成为在本国条件下应用第三条道路的“特殊第三力量”。
1960年，第三力量并入伊朗民族运动社会主义者联盟。